# 1919 dans les chemins de fer
Chronologie des chemins de fer
1918 dans les chemins de fer - 1919 - 1920 dans les chemins de fer

## Évènements

### Juin
- 6 juin, Canada : création de la Compagnie des chemins de fer nationaux du Canada[1]
- 19 juin, France : arrêté[2] du Commissaire général de la République française relatif à la création officielle de l'Administration des chemins de fer d'Alsace-Lorraine (AL).

### Octobre
- 6 octobre, Suède et Finlande : ouverture de la ligne reliant Tornio, en Finlande, et Haparanda, en Suède[3].
- 17 octobre, Espagne : inauguration de la 1° ligne du métro de Madrid.

## Anniversaires

### Naissances
- x

### Décès
- x